# Berny Camps
Bernard Wilhelmus Leonard "Berny" Camps (Venray, 19 maart 1971) is een Nederlands boogschutter. Hij nam eenmaal deel aan de Olympische Spelen, maar won bij die gelegenheid geen medaille.
Camps schiet met een recurveboog. Hij deed met het nationaal team, met Henk Vogels en Erwin Verstegen, mee aan de Olympische Spelen van 1992 in Barcelona. Hij werd individueel al in de voorrondes uitgeschakeld en behaalde uiteindelijk de 55e plaats. Het team bereikte de achtste finale en eindigde als negende. In 2007 werd hij met Wietse van Alten en Rolf Haaksma Nederlandse kampioen outdoor.